# 日本伝・二聖二天流柔術憲法
日本伝・二聖二天流柔術憲法（にほんでん・にしょうにてんりゅうじゅうじゅつけんぽう）は、初代大塚博紀より和道流柔術拳法を学んだ柳川昌弘が、宮本武蔵の五輪書で説かれる理に沿って磨きをかけ創始した武道である。
また、武道であると同時に、暴力や争いから身を守るだけでなく、病気や災害からも身を守る術を修得し、人が自然の理に沿って生きそれぞれの生命を全うするための道を示すものである。
| サブスタブ | この項目は、まだ閲覧者の調べものの参照としては役立たない、書きかけの項目です。この項目を加筆・訂正などしてくださる協力者を求めています。このテンプレートは分野別のサブスタブテンプレートやスタブテンプレート（Wikipedia:分野別のスタブテンプレート参照）に変更することが望まれています。 |